# Handgemenge von Bender

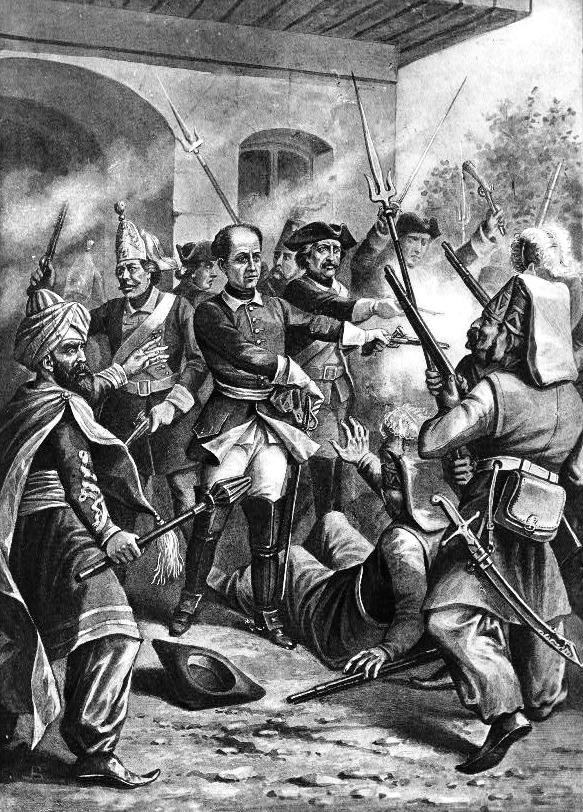
Das Handgemenge bei Bender

Das Handgemenge von Bender (schwedisch Kalabaliken i Bender) war eine Auseinandersetzung am 31. Januar und 1. Februar 1713 zwischen osmanischen Truppen und dem Gefolge des schwedischen Königs Karl XII. in seinem Lager in Bender in der heutigen Republik Moldau.

## Vorgeschichte
Karl XII. entkam 1709 nach der Niederlage in der Schlacht bei Poltawa mit den Resten seiner schwedischen Armee über den rettenden Pruth und erhielt eine Aufenthaltsgenehmigung vom osmanischen Sultan. Von hier aus versuchte Karl XII. das Osmanische Reich zum Kriegseintritt gegen das Russische Reich zu bewegen. Nach einem verheerenden Feldzug Zar Peters I. am Pruth schlossen beide Mächte einen schnellen Frieden, so dass Schweden weiterhin alleine im Kampf gegen Russland stand. Die Chancen für einen erneuten Waffengang zwischen dem Osmanischen Reich und Russland verbesserten sich aber in der Folgezeit wieder, sodass Karl XII. eine Rückkehr nach Schweden ablehnte. Anfang 1713 war die Möglichkeit eines erneuten Kriegseintritts des Osmanischen Reichs aber endgültig vorüber, nachdem das schwedische Heer in Schwedisch-Pommern unter General Stenbock einen Waffenstillstand mit den russischen, sächsischen und dänischen Heeren vor Ort schloss und damit eine Weisung Karls XII. zu einem sofortigen strategischen Durchbruch nach Polen unterlief. Dies war eine Vorbedingung für einen zweiten osmanischen Waffengang. Karl XII. sollte den Verabredungen nach von Bender aus nach Polen durchstoßen und sich dort mit der schwedischen Armee vereinigen und den Krieg gegen Russland führen, während osmanische Truppen ihrerseits gegen Russland vorstoßen sollten.
Karl XII. lehnte es aber ab, Bender zu verlassen, so dass der osmanische Sultan Achmed III. am 14. Januar 1713 seine zwangsweise Ausweisung verfügte. Als Karl XII. am 31. Januar den persönlichen Reisebefehl des Sultans erhielt, hatte dieser sich wieder anders entschieden. Der schwedische Erfolg in der Schlacht bei Gadebusch ließ dem Sultan keinen Zweifel mehr an der Ernsthaftigkeit der Kriegspolitik Karls XII. Die nachfolgende Order des Sultans, keine offene Gewalt gegen Karl XII. anzuwenden, kam jedoch zu spät, und den mit der Ausführung beauftragten Befehlshabern, dem türkischen Serasker Ismail Pascha und dem Tataren-Khan Devlet II. Giray, lagen klare Weisungen vor, die schwedischen Befestigungen zu stürmen, falls der Monarch den Abmarsch verweigerte. Karl XII. tat genau dies, womit ein Kampf unausweichlich wurde.

## Verlauf

Das schwedische Lager bei Bender, 1711. Nachdem der Sultan Karl XII. und seinen Begleitern Asyl gewährt hatte, wurde südlich der Stadt Bender ein befestigtes Lager errichtet. Im oberen Bildabschnitt ist der König reitend und in Begleitung von Axel Sparre dargestellt.

Die polnischen und kosakischen Truppen verließen sofort bei Annäherung der 10.000 Mann zählenden türkisch-tatarischen Streitkräfte das Lager Karls XII. Dieser bereitete dennoch die Verteidigung des Lagers durch seine mehr als 1000 schwedische Soldaten zählende Truppe vor. 
Der Angriff stockte zunächst. Zwar feuerten die Janitscharen einige Kanonenschüsse auf das Königshaus ab, verweigerten dann jedoch den Sturm auf das schwedische Lager und verhandelten mit Karls Entourage, dem Baron von Grothusen und dem Hofkanzler Müller, erfolglos über einen möglichen Abzug. Der osmanische Heerführer ließ den Soldaten schließlich den Brief Achmeds III. vorlesen und konnte die Janitscharen überzeugen, dass Karl XII. alle Moslems verachte, worauf diese doch bereit waren, den Kampf aufzunehmen. 
Kampflos streckten Karls Offiziere und Soldaten auf den Wällen die Waffen. Sieben Stunden lang verteidigte der Monarch das Königshaus mit etwa 50 Soldaten und Offizieren. Mit der blanken Waffe in der Hand hatte er sich zum Haus durchgeschlagen, ein Schuss riss ihm einen Teil seines Ohrs weg. Als das brennende Haus in der achten Stunde des ungleichen Gemetzels den Rest der Schweden mit ihrem König zum Ausfall zwang, stürzte der König zu Boden und wurde schließlich gefangen, womit das Handgemenge von Bender endete.

## Folgen
Karl XII. wurde zunächst zum Schloss Demotika und seit dem April in Timurtasch bei Adrianopel gebracht, wo der König den größten Teil des Jahres 1713 verbrachte. Er blieb ein Gefangener mit großen Freiheiten, war aber nicht mehr der Souverän von Bender. Die osmanischen Befehlsausführer wurden bestraft. Der Großwesir Soliman Pascha wurde abgesetzt, der Serasker Ismail Pascha degradiert und später hingerichtet. Devlet II. Giray wurde nach Rhodos verbannt.

## Rezeption
Zu den populären Themen schwedischer Geschichtsschreibung zählen auch heute noch Darstellungen des sogenannten Handgemenges von Bender, der Kalabalik, wie es die Schweden nennen. Mats Ahren verfilmte 1983 den Stoff in der Filmkomödie Eine Haremsdame für den König (Kalabaliken i Bender).